# Fritz Weitzel

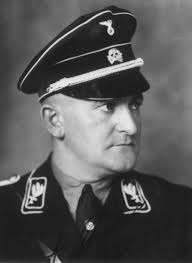
Fritz Weitzel.

Fritz Weitzel (27 de abril de 1904 - 19 de junio de 1940) fue un político nazi alemán, miembro del NSDAP, Polizeipräsident (Jefe de Policía) y SS Obergruppenführer

## Sus inicios
Fritz Weitzel (en su partida de nacimiento Friedrich Phillip Weitzel), nació en Fráncfort del Meno el 27 de abril de 1904. Tras dejar la escuela se convirtió en aprendiz de cerrajero pero, poco después, se colocó de mecánico.
En 1918, Weitzel comenzó a interesarse por la política y se afilió a la Juventud Socialista Obrera. A comienzos de los años 20 abandonó la izquierda y en 1924 pasó a formar parte de la SA de Fráncfort, afiliándose al reformado Partido Nacionalsocialista Obrero Alemán el 21 de septiembre de 1925, con el número 18.833.
Cuando se formó la SS en Fráncfort, inmediatamente se unió a la nueva formación entrando oficialmente en la SS el día 18 de noviembre de 1926, con el número 408. Al poco tiempo, ya era el jefe de la SS de Fráncfort.
En 1927, Weitzel es ascendido a comandante y se le entrega el mando de toda la SS de la región de Hesse-Nassau-Sur. En 1928, un año después, ya lideraba la SS de Renania. Y el 31 de mayo del mismo año, se le dio el mando del Estandarte 3, y luego el del 20.
El ascenso a coronel lo obtuvo el 18 de noviembre de 1929. Algunos meses más tarde fue de nuevo ascendido al grado de general de brigada, y le fue entregada la sección V de la SS el 20 de julio de 1930.
El 18 de noviembre de 1931 recibe el ascenso a general de división, y en 1933 se le dio el cargo de jefe de policía de Düsseldorf. Durante un discurso a miembros de la SS dijo que él siempre sería general de la SS antes que jefe de policía. En marzo de 1933, se casó con Betty Dobrindt. Su primera hija, nació poco después, el 18 de octubre de 1933.

## Carrera 1934 - 1940
El 9 de septiembre de 1934, Fritz Weitzel fue ascendido a Obergruppenführer, recibiendo el nombramiento junto con Franz Xaver Schwarz, Josef Dietrich y Kurt Daluege.
Unas semanas después de su promoción, Weitzel voló a Londres para, en principio, hacer un estudio de las regulaciones de tráfico modernas y métodos actuales de investigación criminal.
A lo largo de 1936, el teniente general Weitzel investigó nuevos procedimientos para los jefes de compañía de la SS en el distrito Oeste. Así, introdujo como obligatorio el estudio de los manuales publicados por la SS para sus miembros, y la redacción de un ensayo mensual sobre un tema propuesto. Era intención de Weitzel que estos ensayos pudieran ser luego evaluados por el Reichsführer-SS cuando buscara nuevos líderes.
El 27 de mayo de 1937, el Reichsführer-SS, Heinrich Himmler, ordenó al teniente general Fritz Weitzel y al general de las SS Reinhard Heydrich que evitaran pilotar aviones. Ambos eran excelentes pilotos, pero tras el fatal accidente del ayudante de Adolf Hitler, el Capitán Manzius, el Reichsführer-SS comenzó a preocuparse por la posibilidad de perder a dos de sus generales, especialmente porque la presión de las obligaciones, hacía que ambos generales no dispusieran de tiempo para usar los aeródromos regulares. Se sabe que el general Reinhard Heydrich no hizo caso de esta orden, pero se desconoce que actitud tomó Weitzel.
En 1938, Fritz Weitzel comenzó a mostrar signos de estrés. Himmler, tras encontrase con Weitzel en el Castillo de Wewelsburg, le conminó a que tomara una vacaciones. Himmler se dio cuenta de que en enero del 39, Weitzel no se había tomado las vacaciones de Navidad, así que le escribió una carta ordenándole que dejara temporalmente su trabajo y se dedicara a su familia. Los Weitzel habían tenido su segunda hija en febrero del 36 y un hijo en julio del 38. 
La carta declaraba que se debía tomar un mínimo de tres semanas de vacaciones, y que debería ir, quizás, al sur de Italia; un destino lo bastante alejado para impedir que Weitzel volviera a sus tareas. El Reichsführer-SS concluía la carta diciendo que sus altos mandos de la SS y sus mejores trabajadores iban a ser necesarios durante mucho tiempo, y que no podía permitir que se quemaran en unos pocos años de excesivo estrés.
En 1939 Weitzel publica dos trabajos para la SS:
- Die Mannschaftsfeiern in der SS (Las ceremonias de tropa en la SS).
- Die Gestaltung der Feste im Jhares und Lebenslauf in der SS Familie (La celebración de las festividades especiales en la vida de la familia SS).

Frit Weitzel tenía 35 años el 27 de abril de 1939. Mientras celebraba su cumpleaños, recibió como regalo del Reichsführer-SS el sable especial de la SS con hoja de Damasco con su nombre y el lema de la SS grabados con caracteres góticos de oro. 
Después de su 36 aniversario en 1940, Weitzel recibió su último nombramiento como jefe de la policía y la SS de Oslo. No tuvo tiempo de ocupar su cargo ya que el 19 de junio de 1940, mientras conducía por la ciudad de Düsseldorf, fue alcanzado por una bomba proveniente de los bombardeos ingleses.
Fritz Weitzel fue enterrado en el cementerio de Düsseldorf. En 1941 el nombre de Fritz Weitzel fue dado al 20 estandarte de la SS con sede en Düsseldorf, la misma sección que una vez mandó.
Muerto en el cumplimiento del deber alcanzado por un fragmento de bomba el 19 de junio de 1940
Camarada del Partido FRITZ WEITZEL
Teniente general de la SS
Murió como un antiguo y leal Nacional Socialista y miembro de la SS por el Führer y el pueblo. Desde su juventud dedicó toda su vida a la causa del Movimiento y a la grandeza de su patria. Fue querido por todos sus camaradas y subordinados así como respetado por todos los que le conocieron. Con él, perdemos a un prometedor líder de la juventud, que muy pronto alcanzó los más altos puestos y responsabilidades, como hace unas semanas, cuando fue nombrado el más alto jefe de la SS y la policía del comisariado del Reich en Noruega.
Con él perdemos a un amigo al que nunca olvidaremos.
H. Himmler
Reichsführer de la SS y jefe de la policía alemana.
Esquela del Reichsführer-SS Heinrich Himmler impresa en el Folkish Observer el 21 de junio de 1940